# Асадов, Вагиф Фирудин оглы
Вагиф Фирудин оглу Асадов (5 апреля 1947; Нахичева́нская Автоно́мная Респу́блика, Нахичевань — 19 мая 2022) — советский и азербайджанский актёр театра и кино, театральный режиссёр. Народный артист Азербайджана (2006), Заслуженный артист Азербайджанской ССР (1978). Награждён Почётным дипломом президента Азербайджанской Республики (2018).

## Биография
Вагиф родился 5 апреля 1947 года в Нахичевани. Являлся выпускником факультета «Актёр драмы и кино» Азербайджанского государственного университета культуры и искусств.
После окончания вуза с 1969 по 1989 год работал в Нахчыванском государственном музыкальном драматическом театре имени Джалила Мамедгулузаде — был актёром, режиссёр-постановщиком и главным режиссёром коллектива.
В 80-х годах создал Театр поэзии «Джавид» в Нахчыване.
С 1989 года работал в Азербайджанском государственном театре юного зрителя в качестве режиссёра-постановщика.
Автор более пятидесяти фильмов и спектаклей. Поставил несколько спектаклей в Государственном национальном драматическом театре и Иреванском государственном драматическом театре.
Режиссёр и автор сценария ряда фестивалей, государственных мероприятий и проектов, посвящённых видным деятелям истории и культуры Азербайджана, среди которых Джалил Мамедгулузаде, Гусейн Джавид, Самед Вургун, Гасан Турбов и т. д.
Умер 19 мая 2022, известно что у артиста было больное сердце.

## Награды и звания
- «Заслуженный артист Азербайджанской ССР» (1978)
- «Народный артист Азербайджанской Республики» (2006)
- Награжден Почётным дипломом президента Азербайджанской Республики (10 декабря 2018).
- Персональная пенсия Президента Азербайджанской Республики (10 мая 2007)[7]